# Citrus Hills
Citrus Hills statisztikai település az USA Florida államában, Citrus megyében. Lakosainak száma 9302 fő (2020. április 1.).

## Népesség
A település népességének változása:
| Lakosok száma | 4029 | 7470 | 9302 |
|               | 2000 | 2010 | 2020 |